# Un fiore giallo

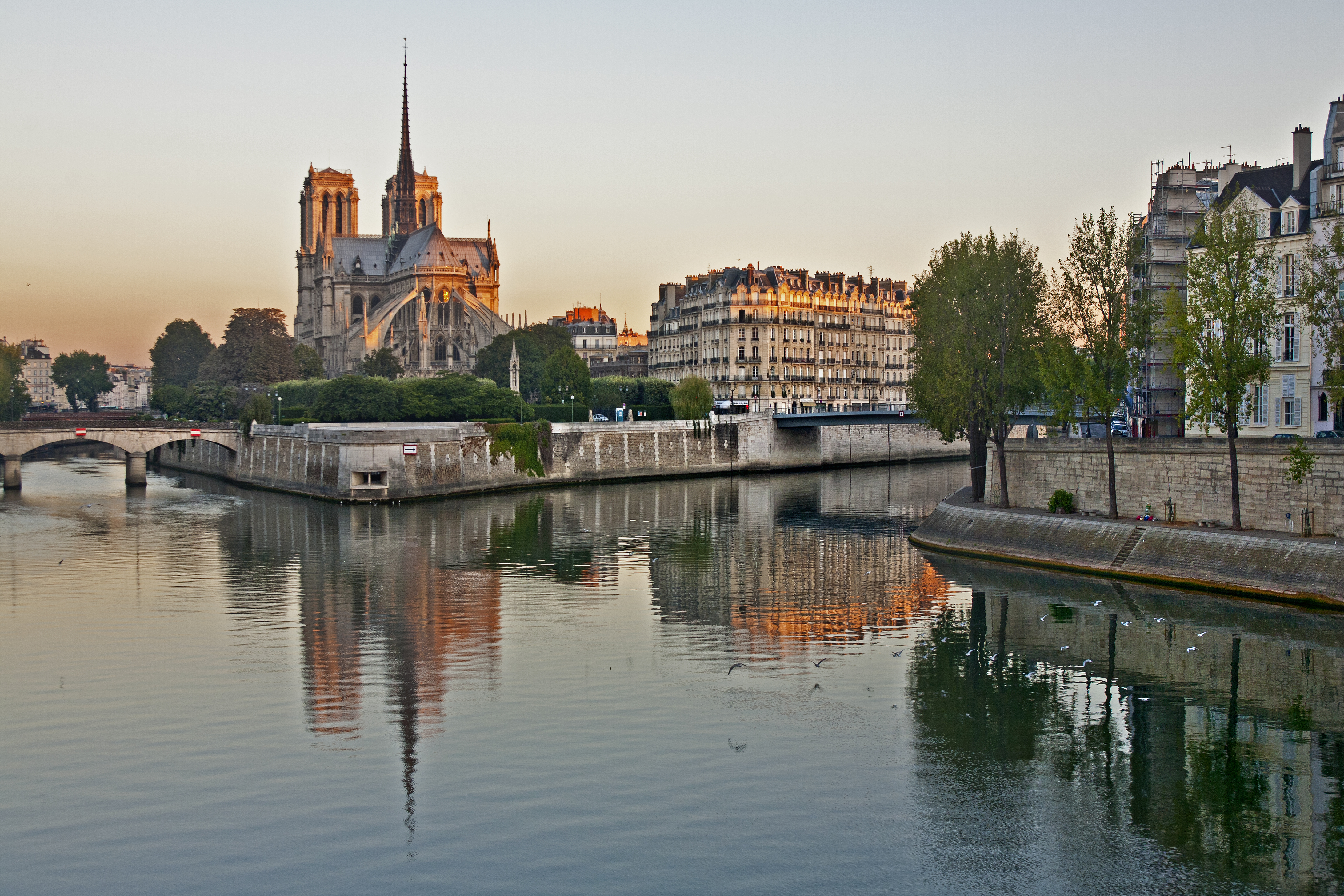
Questo racconto di Julio Cortázar è ambientato a Parigi.

Un fiore giallo (in spagnolo, Una flor amarilla) è un racconto dello scrittore argentino Julio Cortázar. Appartiene al libro Fine del gioco, pubblicato nella sua prima edizione dalla casa editrice Los presentes nel 1956.
Nel 1962 apparve come opera unica, senza riferimento al libro in cui era stata originariamente pubblicata, nel n. 6 della Revista de Occidente (Anno I, 2° Periodo), la pubblicazione fondata da José Ortega y Gasset.

## Trama
La storia è ambientata in un bistrot in rue Cambronne a Parigi, Francia. Si tratta di un uomo, il protagonista, che ne incontra un altro, un ex impiegato comunale. Il suddetto assicura che le persone sono immortali e che lui è l'unico mortale. Durante la loro conversazione, l'uomo racconta di aver osservato un ragazzo sulla linea 95 dell'autobus. Si chiamava Luc. In quel momento, si rese conto che alcune caratteristiche di Luc, come i suoi modi, l'aspetto e la voce, erano molto simili a quelle della sua età. Poi scopre che Luc ha avuto delle malattie e ha vissuto esperienze che erano presenti anche nella sua vita.

## Analisi
È stato interpretato che quest'opera faccia parte dello sguardo degli scrittori latinoamericani nei confronti della mitologia greco-latina, in particolare nei temi presenti nella trama come l'immortalità. Tuttavia, questa osservazione può essere applicata anche alle altre opere dell'autore.